# Пруська-Мала
Пруська-Мала (пол. Pruska Mała) — село в Польщі, у гміні Августів Августівського повіту Підляського воєводства.
Населення — 144 особи (2011).
У 1975-1998 роках село належало до Сувальського воєводства.

## Демографія
Демографічна структура станом на 31 березня 2011 року:
|          | Загалом | Допрацездатний вік | Працездатний вік | Постпрацездатний вік |
| -------- | ------- | ------------------ | ---------------- | -------------------- |
| Чоловіки | 76      | 15                 | 53               | 8                    |
| Жінки    | 68      | 16                 | 35               | 17                   |
| Разом    | 144     | 31                 | 88               | 25                   |